# Рушевине манастира Град
Рушевине манастира Град се налазе на потезу Гај у Градојевићу, насељеном месту на територији општине Коцељева. Претпоставка је да само име села Градојевић изведено управо од назива манастира „Град”. У Годишњаку број 22, Међуопштинског историјског архива од 1988. године, у Топографско-историјском речнику Подриња, аутора Светланке Милутиновић и Миливоја Васиљевића, на страни 118, наводи се: „Градојевић – село општине Коцељева. Први пут записано у турским тефтерима 1528. године, под именом Градовић – у оквиру Нахије Шабац. У селу је била црква ГРАД – из доба пре доласка Турака.”

## Историјат
Према подацима манастир је подигнут у периоду између 6. и 8. века, што значи, да према званичној историји манастир је постојао много пре доласка Срба на ове просторе. Најездом Монгола на Балкан манастир је уништен. Обновљен је тек за време владавине Немањића у 13. веку. Светињу која датира од пре средњег века, обновио је краљ Драгутин, кад је престоница Србије била у Дебрцу. Током ослободилачких ратова против Турака, Првог и Другог светског рата манастир је коришћен као болница. Последњи пут је обновљен 1813. године, после Другог српског устанка. Постоји могућност да је манастирска црква страдала када су Турци морали да се повуку 1869. године. По причи, Турци су гађали манастир топом са оближњег брда, преко реке Тамнаве, што као потврду говоре топовска ђулат нађене у рушевини.
Године 1943. Бранко Илић из Доњег Црниљева, потоњи монах Висарион, почео је да зида нову цркву од ћерпича, поред остатака темеља старе цркве. Данас је видљива часна трпеза на којој је уклесан текст на постаменту часне трпезе, Висарионове цркве из времена Другог светског рата гласи: „1813 + 1950 – Прилог М(анасти)ру СВ. Јован Н(аправи) Т(у)д(ом) (својим) Милутин Бошковић, постоље Великим Трудом и С корвљу Обнови Висарион И(лић)”. Тај храм је постојао до шездетих година, када је његов једини монах оболео, умро и сахрањен у манастиру Каона.

## Локалитет манастира данас
У послератном периоду уништен је сваки траг о постојању овог манастира. Данас од манастира су остали само темељи и остаци потоње цркве који сведоче о постојању ове светиње. Није било приступног пута, сама локација је била зарасла шумом, а и имовинско-правни односи нису били решени. Током времена на локалитету нису вршена истраживања од стране релеватних установа.
По предању, манастирска црква је посвећена Светом Јовану Крститељу, тако да свештеник из оближњег Доњег Црниљева, по обичају сваке године држи службу на Ивањдан. На иницијативу људи који су родом из Градојевића окупљених око Удружења грађана Цар Константин, уз благослов Српске православне цркве идеја о обнови манастира је поново заживела.